# Retranchementpolder (Retranchement)

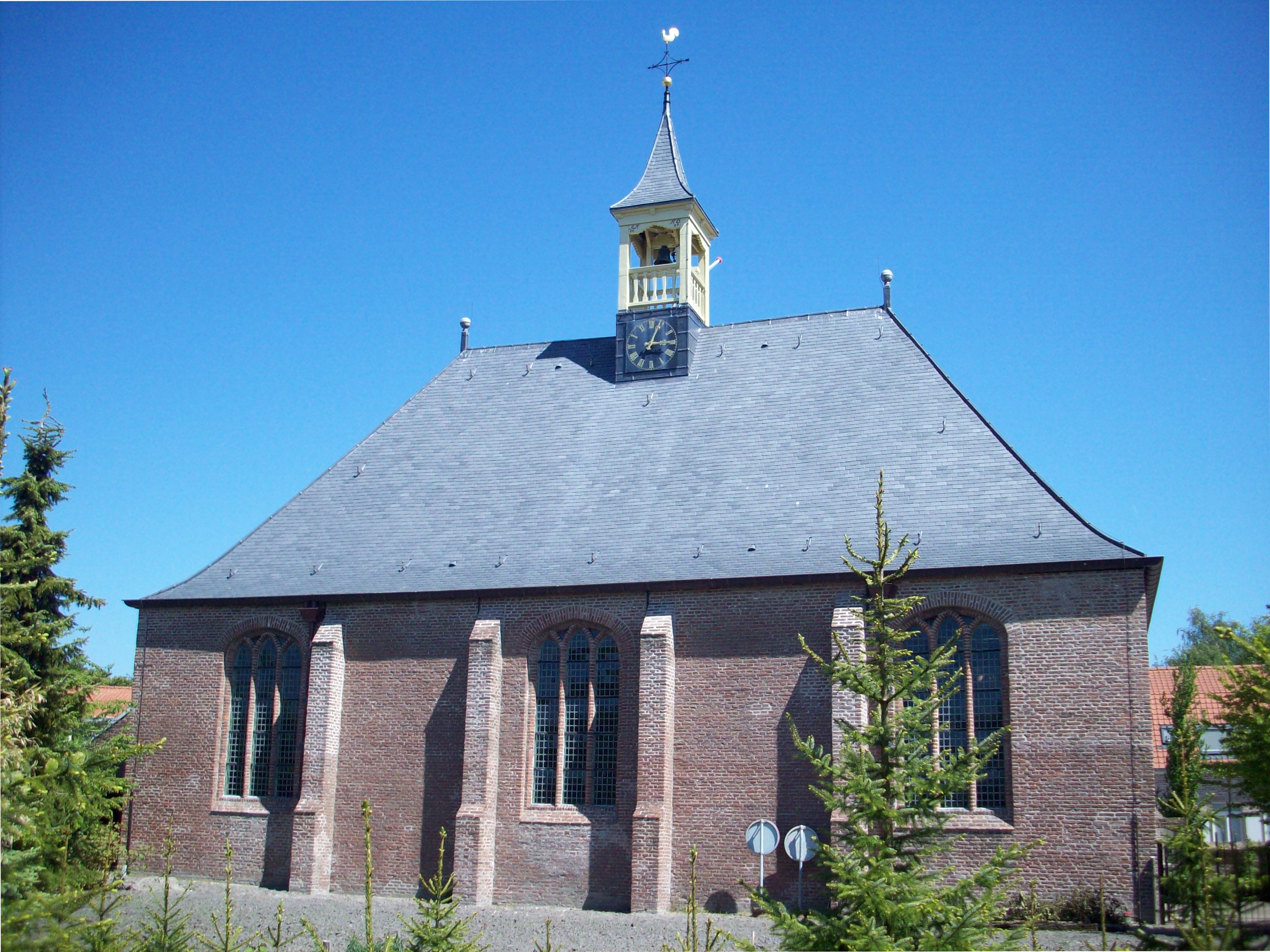
Het kerkje van Retranchement

De Retranchementpolder is de polder waarin zich de plaats Retranchement bevindt. Deze behoort tot de Polders van Cadzand, Zuidzande en Nieuwvliet.
De polder, die onmiddellijk grensde aan het Zwin wordt gezien als een overblijfsel van de voormalige Zandpolder. De precieze geschiedenis is niet bekend, maar vestingbouw begon in 1604, en vanaf 1621 werd het Retranchement Cadsandria gebouwd, waaruit het huidige dorp Retranchement, en de Wallen van Retranchement, zijn ontstaan.
Overigens heeft de stormvloed van 1682 een deel van de versterking in het Zwin doen verdwijnen, waarna een dam werd aangelegd om verder landverlies te verhinderen.
De huidige Retranchementpolder heeft een oppervlakte van 45 ha. Ze wordt onder meer begrensd door de Killedijk, de Contre Escarpe, de Oude Zeedijk en het Uitwateringskanaal naar de Wielingen.